# Metropolitano de Hangzhou
O Metrô de Hangzhou é um sistema de metropolitano em construção que servirá a cidade chinesa de Hangzhou.